# 百慕大惊魂 (X档案)
《百慕大惊魂》（英語：Triangle）是美国科幻电视剧《X档案》第六季的第三集，于1998年11月22日通过福克斯电视网在美国首播。节目由剧集主创人克里斯·卡特编剧并执导，属“每周怪物”系列作品，同主线剧情的层层谜团没有联系。本集首播的尼尔森家庭收视比率为10.8，观众人数约有1820万。《百慕大惊魂》得到评论界的普遍好评，许多评论家都对节目独特的摄制风格赞赏有加。
联邦调查局特工福克斯·穆德（大卫·杜考夫尼）和丹娜·斯嘉丽（吉莲·安德森饰）受命调查人称“档案”的悬案，这些案件大多同超自然现象有关。穆德相信有超自然现象存在，但斯嘉丽对此抱怀疑态度，希望能证明实情并非如此，但两人依然结成深厚的友谊。穆德在这集里意外来到百慕大三角边缘的一艘豪华客轮上，发现自己已经穿越时空回到第二次世界大战全面爆发的1939年9月3日。德国军人登上客轮寻找“雷神之锤”，据称得到此物就能确保赢得战争。与此同时，斯嘉丽从孤枪侠处得知穆德失踪的消息后赶往约翰·埃德加·胡佛大楼，找人帮忙寻回下落不明的搭档。
《百慕大惊魂》以独特的拍摄风格著称，剧集的摄制手法受到1948年阿尔弗雷德·希区柯克电影《夺魂索》的显著影响，多个镜头经剪辑后看起来仿佛是一镜到底拍摄完成。此外，本集还有多名主、配角演员出镜并扮演多个角色，如安德森、威廉··戴维斯、克里斯·欧文斯、小詹姆斯·皮肯斯和米彻·佩勒吉除饰演各自在《档案》中的固定角色外，还需诠释1939年登上豪华客轮的另一个人物。学者细致探讨节目中的多项主题，例如整集剧情到底是发生在“平行宇宙”亦或只是主角的梦境，剧中纳粹与其他影视作品的不同之处，以及各演员扮演多个人物之间的对比。

## 剧情
福克斯·穆德（Fox Mulder，大卫·杜考夫尼饰）的小船在海上失事，人也失去知觉，幸得“安妮女王号”（Queen Anne）客轮的英国船员所救。船员带着穆德去见船长，穆德坚称“安妮女王号”于1939年在百慕大三角失踪，之后直到1998年才再度出现。船员对他的话不置可否，怀疑他是纳粹间谍。就在此时，一支亲卫队分队在某个相貌和癌人非常相似的队长（威廉··戴维斯饰）带领下登上“安妮女王号”，然后更改船只航向朝德国进发。“安妮女王号”船员把穆德锁进船长的宿舍，后者从广播里听到第二次世界大战爆发的消息，这才意识到并不是“安妮女王号”1998年再度出现，而是他不知何故回到1939年。
镜头换回1998年，孤枪侠告知丹娜·斯嘉丽（吉莲·安德森饰），他们已同出外搜寻“安妮女王号”的穆德失去联系。斯嘉丽起初向沃尔特·斯金纳（Walter Skinner，米彻·佩勒吉饰）求助，未果后又找上联邦调查局助理局长阿尔文·克什（Alvin Kersh，小詹姆斯·皮肯斯饰）。走投无路之下，她还一度威胁特工杰弗里·斯彭德（Jeffrey Spender，克里斯·欧文斯饰），但此时斯金纳赶来，并带有从五角大楼获取的情报，斯嘉丽于是同孤枪侠一同离开去找穆德。镜头回到“安妮女王号”，某英国船员告诉穆德，德国人正在船上寻找据称叫“雷神之锤”的武器。穆德于是告诉对方，“雷神之锤”并非武器，而是能造出某种武器的科学家。没想到，这名船员实际上是德国间谍，穆德和英国船员接下来都被他锁在机舱里。船员中有一人同克什非常像，他打算把船开往牙买加，但穆德说服众人，最好是把船开回百慕大三角，以求再度穿越时空，到达1998年。
纳粹之后把穆德带到宴会厅，命令他指认“雷神之锤”，否则就把船上乘客一个个处死。纳粹打死两名乘客后，一名长相同斯嘉丽一模一样的女子走上前来告诉纳粹，穆德其实什么都不懂，他们再怎么滥杀无辜也没用。穆德告诉纳粹，他们刚才打死的其中一名男子就是那个科学家，但这时真正的科学家主动承认身份。就在纳粹准备处死穆德和酷似斯嘉丽的女子时，客轮发动机停摆，英方船员突然出现并同纳粹搏斗，穆德和“斯嘉丽”趁混乱逃跑。镜头又切回现代，斯嘉丽和孤枪侠找到并登上“安妮女王号”，但却没找到任何人，俨然一艘鬼船。
回到1939年，英国船员同纳粹在宴会厅的战斗仍在继续。穆德告诉“斯嘉丽”，她必须让船调头返回百慕大三角，以便“安妮女王号”穿越时空裂缝。最后他把“斯嘉丽”拉近身边亲了一口，还说“万一咱们再也见不着了”。“斯嘉丽”一拳打在他脸上，然后他就从船上跳下去。醒来时，穆德已经回到1998年并且身在医院，斯嘉丽、孤枪侠和斯金纳都在一旁。穆德告诉众人他曾回到1939年并遭遇纳粹，还说斯嘉丽也曾到过那里，但众人都觉得他在说胡话。斯金纳和孤枪侠离开后，穆德向斯嘉丽表白爱意，斯嘉丽觉得这是穆德服用麻醉药后的反应，当不得真，于是翻了个白眼后离开。穆德转身躺倒，还因脸颊碰到枕头时的疼痛而畏缩，原来1939年那个“斯嘉丽”拳头打中的地方还是很疼。:30–39

## 制作

### 构想、编剧和摄制

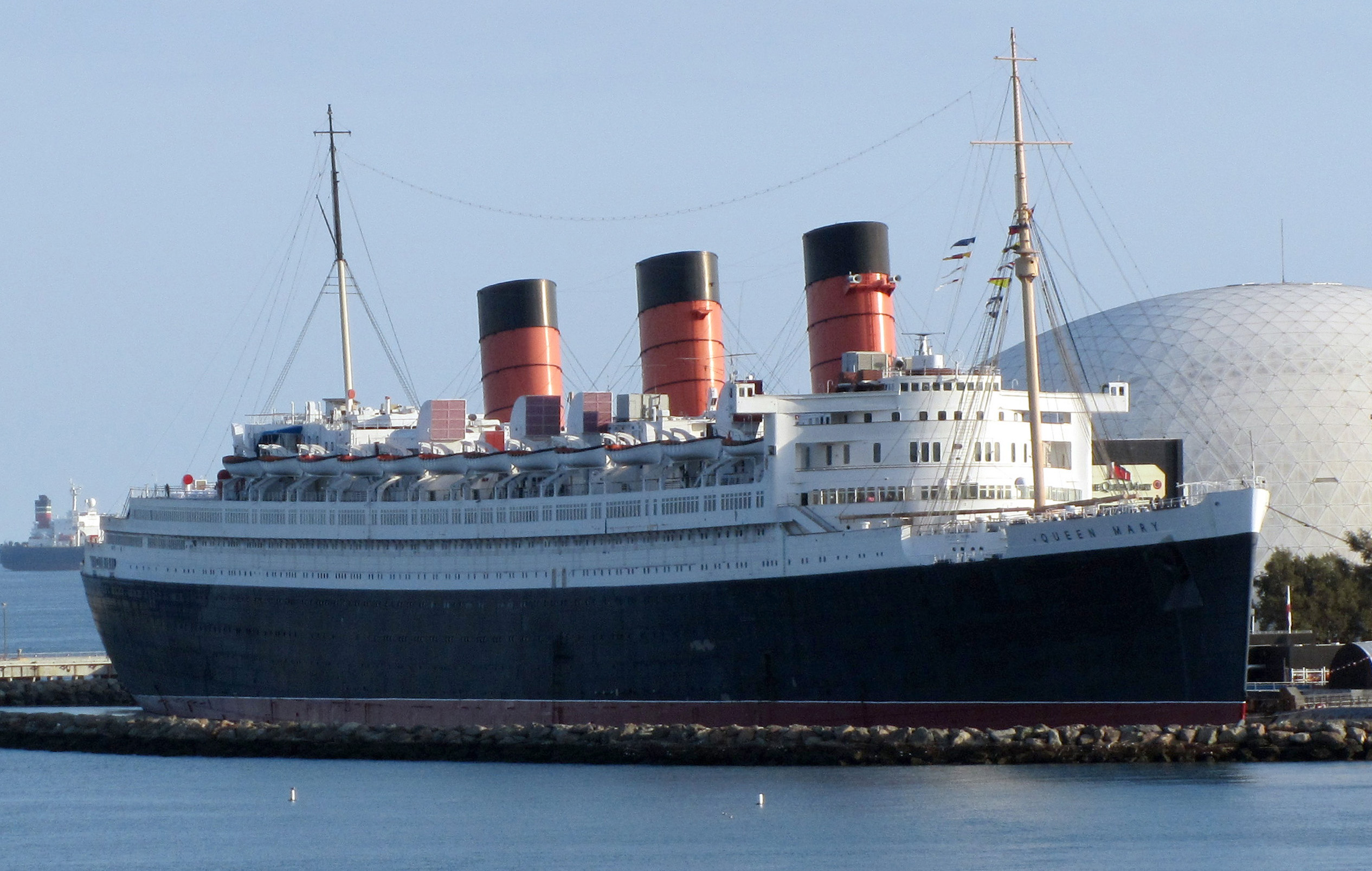
剧中“安妮女王号”上的镜头实际上是在“玛丽女王号”邮轮上拍摄

《X档案》主创人克里斯·卡特在第五季第14集《X病人》（The Red and the Black）制作期间产生拍摄《百慕大惊魂》的构想:39。卡特在《档案》所有剧集导演的胶片消耗量中排名第二，仅次于金·曼纳斯（Kim Manners），剧组为此还送奖杯给卡特以示嘲讽，后者为此决定创作一集镜头连贯的节目，把胶片使用量降到最低水平:40。经过构想，卡特决定模仿1948年阿尔弗雷德·希区柯克电影《夺魂索》的拍摄风格。福克斯公司高管起初没有马上批准《百慕大惊魂》投入制作，因为估计这集的预算会超过250万美元。卡特于是告诉他们本集包含多种希区柯克摄制风格元素。据卡特之后回忆，这种办法“百试百灵”，电视台高管很快乖乖上钩，大开绿灯。。另据卡特表示，电视剧《迷离时空》1964年改编同名短片的剧集《枭河桥记事》（An Occurrence at Owl Creek Bridge）也对《百慕大惊魂》的创作有相当影响。
剧中“安妮女王号”上的镜头实际上是在早已改建成宾馆的玛丽女王号邮轮摄制，剧组共计在船上拍摄11天，还在船桥周围搭设脚手架，挡住附近长滩的灯光:40。为了让镜头看起来是在雨中完成，剧组装有大型喷水灭火系统并保持水流持续供应。玛丽女王号的走廊和舞厅已经改造，但卡特对新风格很不满意，所以又把部分位置重新装修，确保最终成片看起来有20世纪30年代后期的装饰风貌:40–41。
吉莲·安德森曾在剧集拍摄完成前接受采访时表示，她对斯嘉丽在联邦调查局总部想尽一切办法寻找穆德的戏码倍感期待。安德森之前曾参与戏剧演出，觉得《百慕大惊魂》能够同戏剧作品相提并论:41。本集的四幕场景都是由多个连续镜头组成，再经剪辑达成无缝衔接的效果。这些连续镜头包括众演员在联邦调查局内走进舞台电梯的桥段，工作人员在关闭的门后即时搭建下一幕所需内景。拍摄期间这些门多次在内景搭好前意外打开，导致镜头穿帮，只能重拍。:40
为了让剧情看起来更真实可信，剧中的英国船员和纳粹军人大多是由英国或德国演员扮演，并且德国人的大部分对白都是德语。饰演英国大副的特雷弗·戈达德（Trevor Goddard）就来自英格兰，船长叶普·哈伯格（Yip Harburg）的扮演者麦迪逊·梅森（Madison Mason）虽然是美国人，但专门为角色学出一口英国口音。威廉··戴维斯（William B. Davis）的角色对白完全是他不会讲的德语，据他回忆，拿到剧本时他才意识到角色要讲的全是德语。为了帮戴维斯学会台词，剧组中的一名德国演员把所有对白录成磁带，这卷磁带在开拍两周前交到戴维斯手上，再由他模仿发音来记台词。对此戴维斯表示，看起来这样的办法“效果挺不错，至少能唬住那些不说德语的人！不过节目里有些人会说德语，所以事情也挺难办的，老实说我觉得这不公平。”《档案》此前的主要演员中只有曾在德国求学的米彻·佩勒吉会说德语:41，由于他角色的原有台词同剧情不搭，他不得不把大部分重写:158。每集《档案》都会在开场字幕结束后显示一名标语，本集的标语（意为“真相就在那里”）也翻译成德语：:41。

### 摄制风格
《百慕大惊魂》采用实时风格摄制，看起来似乎是由四幕时长均为11分钟且毫无间断的镜头组成。卡特对此表示：“我当时（对剧组和演员们）说，‘节目时长是44分钟，要是我们制作一集由四段11分钟镜头组合而成的节目一定会很棒’。结果他们都像看傻子一样看着我。”:157为满足拍摄需要，摄影师戴夫·卢肯巴赫（Dave Luckenbach）随身戴有摄影机稳定器，但这台机器每次最多只能装载四分钟长的胶片，所以必须依靠后期制作中的谨慎剪辑。卢肯巴赫之后表示，这样的拍摄过程运动量和打橄榄球差不多，“周五打场球，你要到周六醒来时才感觉到（很累）。”为确保镜头看上去更连贯，剪接基本选在画面转暗或快速摇摄的位置。全片只有穆德从“安妮女王号”跳入大海这一个镜头有明显的切换痕迹，两个不同的时空也在这一刻对调。许多场景都需要完美做到一镜到底，但这实际上难度很高，单以剧组第八天拍摄的十场戏为例，达到理想效果的仅有两次。
剧集的最后两幕有一个非常复杂的分屏场面调度镜头，镜头两边的取景角度和涉及的剧情几乎完全相同，一边是1998年的特工斯嘉丽从一个方向经过船上某个角落，另一边画面则是1939年长相酷似斯嘉丽的女子与穆德一起从另一方向经过同一角落。同时两边画面还在人物从角落经过的一瞬切换，看起来仿佛1939年的人物“走进”1998年的画面，1998年的人物也“进入”1939年的画面。这种效果的灵感源自1998年乐队热卖单曲《闭幕时刻》（Closing Time）的音乐视频。
众剧组成员和演员都表示，以实时风格拍摄《档案》无论精神还是肉体上都令人筋疲力尽。杜考夫尼之后就开玩笑称，拍摄工作收尾后，他“可以拿下艾美奖最多瘀伤奖。”安德森称实时摄制风格“颇具挑战，”自称终于意识到以往习惯的节奏是多么舒适恰意。在剧中饰演孤枪侠梅尔文·弗洛海克（Melvin Frohike）的汤姆·布莱德伍德（Tom Braidwood）还是本集的助理导演，他觉得威廉··戴维斯在这集扮演的角色很残忍，并称赞他的演出“十分不易，因为要学这么多德语:158。”戴维斯之后也开玩笑称“或许我们不该同时在两方面玩什么小聪明，（现在看来）虽说效果还行，但实在太折腾:158。”
《百慕大惊魂》是剪辑师路易丝·英尼斯（Louise Innes）首次参与《档案》剧集制作，据她回忆，本集后期制作中的剪辑工作“并不像听上去那么轻巧。”英尼斯的主要任务是把约40个镜头接续成一组风格统一的场景。胶片衔接完成后，还有多个问题需要经后期制作调整。例如斯嘉丽跑进电梯的桥段虽已成功拼接，但两个镜头的色调不完全一致，这个问题之后经数字技术解决。电视剧拍摄时用的是2.35比1的宽银幕胶片，播出时为适应1.33比1的电视荧屏而在上下增加黑边，《百慕大惊魂》也是《档案》首次采用宽银幕胶片拍摄的剧集，卡特对此表示，选用宽银幕胶片能够扩大每一帧画面的容量:41。

### 音乐和文化指涉
《档案》作曲家马克·斯诺（Mark Snow）通过听取吉恩·克鲁帕（Gene Krupa）、格伦·米勒、汤米·多尔西（Tommy Dorsey）和哈利·詹姆斯（Harry James）的大乐团音乐曲目来增进对剧集背景时代的了解。剧中众英国船员和纳粹军人在宴会厅打斗时节奏明快且“弹性十足”的器乐灵感源自1979年斯蒂芬·斯皮尔伯格电影《一九四一》中约翰·威廉姆斯创作的类似风格摇摆乐。斯诺之后开玩笑称，他为《百慕大惊魂》创作的这段音乐是“同一灵感的第三代作品。”:41剧中时代变幻到1939年时采用的音乐大多是由卡特所选，据他回忆，《百慕大惊魂》让他有机会用上自己最喜欢的一些20世纪30或40年代的音乐。宴会厅的混战接近尾声、以及斯嘉丽和孤枪侠在“安妮女王号”上寻找穆德时响起的歌曲叫《热甘草》（Hot Liquorice），由迪克·沃尔特斯（Dick Walters）作曲。剧中宴会厅桥段采用的另一首歌曲是爵士标准曲目，经制片人保罗·拉布温（Paul Rabwin）特别安排纳入:41。
本集包含多处有意指涉1939年歌舞片《绿野仙踪》的细节。“玛丽女王号”的船长叫叶普·哈伯格，和《绿野仙踪》的歌曲作词相同；在宴会厅献唱的歌手叫阿尔米拉·古奇（Almira Gulch），与《绿野仙踪》中邪恶的西方女巫化身人物姓名相同。为古奇伴奏的乐队叫“棒棒糖公会”（The Lollipop Guild），是由《绿野仙踪》歌舞曲目《叮咚！女巫死了》（Ding-Dong! The Witch Is Dead）中的一段引申而来，片头穆德失事的船叫“加兰女士号”（Lady Garland），意指1939年电影的女主角朱迪·加兰。:41《百慕大惊魂》的最后一幕是躺在病床上的穆德告诉好友兼同事斯嘉丽，他神游天外期间曾看到两人在一起，这段镜头同《绿野仙踪》的片尾镜头极其相似，有评论认为剧集的结尾显然衍生自《绿野仙踪》。此外，穆德说起斯金纳也曾在1939年的“玛丽女王号”上出现时，斯金纳取笑道：“还带着我的狗托托（Toto）。”斯嘉丽还告诉穆德：“金窝银窝不如自己的狗窝。”（there's no place like home.），这其中托托是《绿野仙踪》里的狗名，另一句则是电影中最广为人知的台词之一。:41
《百慕大惊魂》中存在多个历史错误。安德森扮演的1939年版“斯嘉丽”据称是为战略情报局工作，但该局实际是在1942年成立。此外，任务代码“雷神之锤”实际上是编剧自行发明。剧组本来安排李·史密斯（Lee Smith）查出二战前秘密原子能研究计划的代号，但找到的实际名称“替代材料开发”（Development of Substitute Materials）“平淡无奇”，所以编剧最终自行选用“雷神之锤”代替。:41

## 主题
罗伯特·谢尔曼（Robert Shearman）和拉斯·皮尔逊（Lars Pearson）在著作《希望相信：档案批判指南，千禧年与孤枪侠》（Wanting to Believe: A Critical Guide to The X-Files, Millennium & The Lone Gunmen）中指出，《百慕大惊魂》描绘的纳粹同其他作品有显著区别。两人认为，与包括第三季第二集《回环针》（Paper Clip）在内的其他影视作品力求真实表现纳粹不同，本集有意把他们描绘成“梦幻纳粹”。在谢尔曼和皮尔逊看来，剧中对反派人物的塑造仿佛漫画作品，人物风格同《印第安纳·琼斯》系列电影颇为神似。
谢尔曼和皮尔逊还指出，剧中多名主要演员反串出演的纳粹军人与他们在《档案》中的固定角色相映成趣。例如诠释杰弗里·斯彭德的克里斯·欧文斯（Chris Owens）这次终于能“像普遍的恶棍那样放松下来，满嘴脏话，不再是躲在地下室的阴郁男孩。”相比之下，米彻·佩勒吉饰演的沃尔特·斯金纳同1939年的军官更加相似，乍一看亦正亦邪、善恶难分，到了最后终于证实他原来是深爱美国的盟友，佩勒吉魅力十足的演绎无疑是对他这么多年来出演角色的生动自嘲。
汤姆·凯塞尼奇（Tom Kessenich）在2002年著作《检视：对档案第六至九季未经授权的看法》（Examination: An Unauthorized Look at Seasons 6–9 of the X-Files）中指出，《百慕大惊魂》的整集剧情与其说是发生在某个“平行宇宙”，倒不如说更像是一场梦:18–19。在他看来，本集带有许多与《绿野仙踪》有关的隐喻，同时克里斯·卡特又曾表示，本集的构思基础就是穆德工作时的潜意识，所以大部分剧情就只是梦境:18。凯塞尼奇还指出，《百慕大惊魂》中1939年的人物都是由《档案》的熟面孔出演，癌人变成纳粹领队，斯彭德则是纳粹的“哈巴狗”，斯金纳是双重间谍，克什则是某个“或敌或友的生面孔”，穆德最终的盟友依然是斯嘉丽:19。在他看来，这样的设定说明所有情节不过是在穆德的脑子里上演，此时他正陷入晕迷，在百慕大三角顺水飘流:19。

## 反响

### 收视成绩
《百慕大惊魂》于1998年11月22日通过福克斯电视网在美国首播，采用的宣传标语是“今夜，他们忘乎所以……在注定命运多舛的旅途上，穆德和斯嘉丽的激情终于势不可挡”。节目的尼尔森家庭收视比率为10.8，收视率16，意即所有装有电视的美国家庭中有10.8%收看本集，当时就在看电视的观众则有16%选择《百慕大惊魂》，观众总人数约为1820万:294，在美国这周所有的电视节目里排第18位。1999年3月21日，本集又经天空第一台在英国和爱尔兰播映，观众人数约为104万，在该周排名第二。

### 初步反响
剧组成员及众演员看到完成的剧集时大多有非常正面的反响。吉莲·安德森就表示：“我一直不肯定这么拍效果会不会好，等到看到《百慕大惊魂》的时候，我觉得用这种从未尝试过的新方法把所有镜头拍完，同时尝试各种各样的新事物真是太棒了:158。”在剧中饰演特工斯彭德和纳粹军官的克里斯·欧文斯称：“我非常赞赏《档案》持续的自我挑战。克里斯（·卡特）创作出这样一集节目，看起来我们要在没有任何剪辑的情况下拍出《夺魂索》（这样的作品），这无论是对剧组还是演员来说都是很大的挑战。”:157-158
本集播出后获得媒体的普遍好评。《明星记事报》（The Star-Ledger）的马特·佐勒·塞茨（Matt Zoller Seitz）给予《百慕大惊魂》高度评价，他称赞卡特敢于冒险的导演手法，还称“电视上还从没有哪个小时（的节目）比得上或超越《百慕大惊魂》。”塞茨认为，剧中两个时代的“斯嘉丽”在同一时间从不同方向“经过”船上某角落的分屏镜头堪称“今年电视上最伟大的瞬间。”在他看来，这集可与《毁灭战士》、《雷神之锤》和《德军总部》之类三维电子游戏相比，特别是“阴沉的走廊”和“噩梦动画风格的纳粹”效果显著。迈克尔·莱德克（Michael Liedtke）和乔治·阿瓦洛斯（George Avalos）在《夏洛特观察家报》（The Charlotte Observer）撰文表示：“《百慕大惊魂》似乎注定要在《档案》最伟大剧集的万神殿中万古流芳。”两人对剧中多处有关《绿野仙踪》的指涉感到非常满意，为此还在专栏上恶搞歌曲《彩虹之上》的部分曲段不过，也有评论对本集看法不佳，阿兰·塞平沃尔（Alan Sepinwall）就觉得《百慕大惊魂》“到头来就是场梦……从技术上来说固然令人叹为观止，但就戏剧角度却难免显得敷衍了事。”

### 后期反响
播映多年后，《百慕大惊魂》依然不断收获好评，多篇文章将其选入《档案》最佳剧集之列。网站的杰西卡·摩根（Jessica Morgan）给予本集的评分为“–”（最高“+”）。DVD评述（DVD Talk）网站的厄尔·克雷西（Earl Cressey）称《百慕大惊魂》是第六季的亮点之一。谢尔曼和皮尔逊对本集的评级为五星（最高五星），称赞这集堪称瑰宝。
卡特对本集摄制风格的掌控所得赞誉最多。谢尔曼和皮尔逊都很赞赏他的导演风格，称赞剧中斯嘉丽在联邦调查局总部飞奔的场景是“史上最佳镜头”。托德·范德韦尔夫（Todd VanDerWerff）在《影音俱乐部》发文，给予《百慕大惊魂》的总体评价为，对节目独特的拍摄风格赞不绝口，还称赞剧中的长镜头营造出绝佳的紧张感，如果用普遍的推进镜头，效果就会大打折扣。此外，他还觉得剧中两个时代的“斯嘉丽”在同一角落“经过”的分屏镜头“真他妈接近完美”，并称这是他在《百慕大惊魂》中最欣赏的其中一个瞬间。
星球脉冲网站的安德鲁·佩恩（Andrew Payne）对摄制风格和演员演出颇有好评，称“克里斯·卡特很少亲自执导他创作的剧集，把大部分导演工作都交给金·曼纳斯，但他一旦出手，就展示出广播电视上难得一见的好眼光。本集就是最好的例子，情节紧张得让人透不过气，所有动作看起来自始至终一气呵成……（观看）这集是莫大的享受，特别是看到斯嘉丽飞快地跑过联邦调查局大楼，以求获得穆德下落线索的场景。演员表演精湛，这些未经剪辑的动作场景可谓无与伦比。”佩恩最终把《百慕大惊魂》在所有《档案》剧集中排到第四位。大卫·波士顿（David Boston）在网站撰文称：“我们都知道，只要是（克里斯·卡特）执导的剧集，就一定是精品中的精品。”网站的蒂莫西·塞克斯顿（Timothy Sexton）对剧中斯嘉丽跑过联邦调查局大楼和两个时代人物从不同方向经过同一角落的分屏镜头赞不绝口，称这些部分即便与奥逊·威尔斯1958年的电影《历劫佳人》（Touch of Evil）相比也不遑多让。乔纳森·邓恩（Jonathan Dunn）同样认为《百慕大惊魂》是伟大的剧集，并将之选入《档案》最有潜力拍成电影的五集节目。1999年，频道举办感恩节特别活动，全天连续播放剧迷选出的《档案》剧集，《百慕大惊魂》就是其中的“克里斯·卡特执导最佳剧集。”当然，并且所有评论都持正面看法。杂志的保拉·维塔里斯（Paula Vitaris）就觉得虽然每个人都非常努力地工作，理应得到为奖励，但“令人头晕目眩的摄影技巧”和“无穷无尽的单调追踪镜头及不断切换的走廊”实在令人厌烦。最终她对本集的评分仅有一星半（最高四星）。
许多评论对《百慕大惊魂》的风格和构想颇感满意。汤姆·凯塞尼奇称赞开局对气氛的营造，觉得这是《档案》“表现最出色的60分钟:17。”在他看来，虽然此前部分剧集的“阴暗和厄运”似乎表明电视剧正在朝错误的方向发展，但风格魅力十足的《百慕大惊魂》依然证明该剧“可以精彩到什么程度:17。”凯塞尼奇在总结时指出，本集堪称“幻想与现实的美妙融合”，观众得以尝试自行确定哪些剧情是真实发生的，哪些又只是梦境:219。之后，他还在评选《档案》史上最优秀的25集时把《百慕大惊魂》排在第二位:219。范德韦尔夫对剧情构想赞不绝口，称节目中妙想天开的情节之多让这集的观影体验非常享受。在他看来，“电视上还从来没有过如此技艺精湛的作品”，堪称“了不起的电视剧集。”此外，他还赞扬节目如梦幻般引人入胜的结局让所有情节归纳到一起，戏剧张力十足的打斗场面及其他桥段都令剧集得以升华。
《百慕大惊魂》还以让穆德与斯嘉丽首度亲吻而为人称道。《期刊》的克里·弗尔（Kerry Fall）就称，剧集本身就已非常出色，这个吻更是锦上添花。凯塞尼奇指出，这个吻源自电影中布下的种子，“斯嘉丽显然觉得这个男人已在幻想中迷失方向，但穆德……终于开始直面他对搭档产生的某种强烈情愫:17。”不过，保拉·维塔里斯觉得这样的剧情设定俗不可耐而且没完没了，“何时才是尽头！”

### 奖项
《百慕大惊魂》在1999年的第51届黄金时段艾美奖角逐中获电视剧杰出音效剪辑奖提名，获提名的剧组成员包括音乐剪辑师、音效剪辑总监、音效剪辑师和拟音音效技师。